# Sneaky
Zachary Scuderi, známý jako Sneaky, je profesionální hráč League of Legends, streamer a cosplayer. Do roku 2019 hrál na pozici "AD Carry" pro team Cloud9. S tímto týmem také vyhrál v létě 2013 a na jaře 2014 severoamerické mistrovství League of Legends. V lednu 2020 se rozhodl stát streamerem a proto opustil profesionální scénu.

## Kariéra
Hru League of Legends hraje už od její beta verze, kdy dostal možnost předběžného přístupu. Zprvu ho však hra nenadchla a podle něj "stála za nic". Ke hře se opět dostal až o několik měsíců později, kdy ho přestala bavit hra Heroes of Newerth. Sneakyho profesionální kariéra začala v momentě, když byl vyzván, aby se připojil k týmu s hráčem jpak poté, co si ho všiml v jedné ze společných her. Po rozpuštění týmu vytvořil nový tým s Keniktem, Onionbagelem, Kevînem a Daddym pod názvem Pulse eSports. Po prohrané kvalifikací na MLG a IPL a několika změnách v sestavě ale začal ztrácet důvěru ve schopnost svého týmů získat kvalifikaci na letní promo turnaj. 6. dubna 2013 se Sneaky připojil k Quantic Gamingu a pokračoval v kvalifikaci na 2013 NA LCS Summer Split a následně vstoupil do Cloud9.
Sezóna 2015
Cloud9 byl severoamerický tým, který fanoušci nominovali na IEM San Jose. Cloud9 porazili paiN Gaming 2-0, Alliance 2-1, a nakonec ve finále Unicorns of Love 3-0. Sneaky zajistil výhru svému týmu, když získal vítězný pentakill se svým šampionem Corkym.

## Výsledky turnajů

### Cloud9
- 1. místo — 2013 NA LCS Summer základní sezóna
- 1. místo — 2013 NA LCS Summer playoff
- 5–8. místo — 2013 League of Legends World Championship
- 1. místo — 2014 NA LCS Spring základní sezóna
- 1. místo — 2014 NA LCS Spring playoff
- 1. místo — 2014 NA LCS Summer základní sezóna
- 2. místo — 2014 NA LCS Summer playoff
- 5–8. místo — 2014 League of Legends World Championship
- 2. místo — 2015 NA LCS Spring základní sezóna
- 2. místo — 2015 NA LCS Spring playoff
- 7. místo — 2015 NA LCS Summer základní sezóna
- 1. místo — 2015 NA LCS Regional playoff
- 9–11. místo — 2015 League of Legends World Championship
- 3. místo — 2016 NA LCS Spring základní sezóna
- 5/6. místo — 2016 NA LCS Spring playoff
- 3. místo — 2016 NA LCS Summer základní sezóna
- 2. místo — 2016 NA LCS Summer playoff
- 5–8. místo — 2016 League of Legends World Championship
- 2. místo — 2017 NA LCS Spring základní sezóna
- 2. místo — 2017 NA LCS Spring playoff
- 4. místo — 2017 NA LCS Summer základní sezóna
- 5/6. místo — 2017 NA LCS Summer playoff
- 5–8. místo — 2017 League of Legends World Championship
- 5. místo — 2018 NA LCS Spring základní sezóna
- 5/6. místo — 2018 NA LCS Spring playoff
- 2. místo — 2018 NA LCS Summer základní sezóna
- 2. místo — 2018 NA LCS Summer playoff
- 1. místo — 2018 NA Regional Finals
- 3/4. místo — 2018 League of Legends World Championship